# 本田聖二
本田 聖二（ほんだ せいじ、1956年5月 - ）は日本の自動車技術者、実業家。日産自動車シニア・バイス・プレジデントを経て、ジヤトコ取締役会長。元神奈川県環境保全協議会会長。

## 来歴・人物
1980年神戸大学工学部卒業、日産自動車入社。1996年英国日産自動車製造出向。2002年日産自動車体技術部主管。2003年日産自動車栃木工場工務部次長。2004年日産自動車栃木工場第一製造部部長。2007年日産自動車車体技術部部長。2008年から日産自動車追浜工場理事・工場長を務め、神奈川県環境保全協議会会長なども兼務。
2011年ジヤトコ副社長生産部門統括。2011年ジヤトコ取締役副社長生産部門統括。2014年新設のジヤトコ代表取締役最高執行責任者（COO）に就任。2017年日産自動車常務執行役員生産事業本部日本地域担当。
2018年からは日産自動車アライアンスRSVP常務執行役員日本生産事業本部担当を務め、生産部門の責任者として、追浜工場、京都工場などで発覚した、検査不正への対応にあたるなどした。
2019年日産自動車アライアンスSVP専務執行役員日本生産事業本部担当。2021年ジヤトコ顧問。同年常勤のジヤトコ取締役会長に就任。